# Những người sống bên tôi
Những người sống bên tôi là một phim Văn nghệ Chủ Nhật của đạo diễn Đặng Tất Bình, trình chiếu lần đầu năm 1996.

## Lịch sử
Bộ phim gồm có 2 phần, công chiếu lần lượt vào các năm 1996 và 1997, với tổng số 10 tập và một đoạn phim giới thiệu dài chừng 20 phút.

## Nội dung
- Phần 1 : Thi

Thi đại diện cho những phẩm giá tạm được coi là ưu tú nhất của con người Việt Nam đi từ chiến tranh tới kinh tế bao cấp, sẵn sàng cam chịu khổ nhục để vươn lên xây dựng cuộc đời mới.
Anh sinh ra trong một làng quê nghèo, gia cảnh cũng túng bấn. Anh phải bỏ ngang lớp 8 để đi học mộc, rồi vào bộ đội. Câu chuyện bắt đầu với hình ảnh cậu thanh niên Thi trong những năm kháng chiến tranh chống Mỹ đã phải bỏ dở việc học phổ thông vì nhà nghèo và đi học nghề làm thợ mộc trong đội mộc của ông Hội. Thi sau đó vào bộ đội, vào Nam chiến đấu, rồi trở lại làng sau khi hòa bình lập lại. Thi thầm yêu Lý trước đó nhưng đã không dám ngỏ lời nên Lý dù cũng yêu Thi nhưng đã lấy chồng sau đó vì không nhận được tin tức của Thi. Sau chiến tranh, Thi về làng với thương tật và lại tiếp tục trở lại trường học để học nốt bậc phổ thông còn dang dở và anh lại tiếp tục học lớp của thầy giáo Kha - người luôn ủng hộ anh và lấy anh làm tấm gương với các bạn cùng lớp. Thế nhưng sau bao năm, ông giáo già vẫn mong anh "quay về lớp 8A". Cậu học trò nghèo đó phải bỏ học giữa chừng để theo nghề thợ mộc rồi đi bộ đội. Dù vậy, đam mê với con chữ, bài toán luôn thôi thúc Thi tiếp tục đến trường sau khi rời quân ngũ. Anh học giỏi, được giữ lại trường làm giảng viên, đi tu nghiệp rồi trở thành giảng viên đại học.
Hết phổ thông, anh bộ đội Thi tiếp tục học lên đại học ở Hà Nội. Ngoài việc đi học, anh làm nghề sửa xe đạp để kiếm sống và vô tình quen Nguyệt Hà khi anh giúp cô sửa xe đạp miễn phí. Nguyệt Hà sau này đến trường tìm anh, cảm phục nghị lực của Thi và hai người bắt đầu yêu nhau. Tốt nghiệp xuất sắc, Thi được giữ lại trường làm giảng viên khoa toán, nhưng để giúp vợ chồng em gái trả nợ, anh đã đến quán phở làm thêm buổi tối với việc thái bánh phở để kiếm thêm tiền giúp em gái. Ở đó, hàng xóm của gia đình quán phở, Lâm Oanh, một học sinh lớp 12 đã vô tình kết thân với anh khi nhiều lần được anh giúp đỡ học môn toán. Lâm Oanh thầm yêu Thi khi biết về thân thế của anh. Khi Lâm Oanh đỗ đại học, cô ngỏ lời Thi nhưng anh đã từ chối và cho cô biết anh đã có người yêu. Sau đó, Lâm Oanh đã giúp anh và Nguyệt Hà đến với nhau khi giải thích rõ hoàn cảnh của anh để Nguyệt Hà hiểu. Sau khi Thi và Nguyệt Hà kết hôn sau đó, Lâm Oanh, lúc này theo học y khoa, đã trở thành bạn thân của vợ chồng anh. Nhiều năm sau, Thi ở chiến trường với đầy thương tích và nỗi ám ảnh đạn bom. Anh bắt đầu đối diện với bao thói đời bày ra trước mắt : Người yêu đi lấy chồng, gia đình liên tiếp gặp tai ương ở cái buổi cơ chế hợp tác xã tàn tạ. Rồi Thi vào đại học, ở lại trường làm giảng viên, nhưng hằng đêm vẫn đi bưng phở kiếm thêm thu nhập gửi về nhà.
Thi sau đó tiếp tục sang Liên Xô làm nghiên cứu sinh (phó tiến sĩ) và tiếp tục ở lại làm tiến sĩ khoa học khi vợ anh, Nguyệt Hà ở nhà sinh con trai. Khi Thi trở lại Việt Nam công tác, Nguyệt Hà đã bỏ biên chế nhà nước để thành lập doanh nghiệp tư nhân trong thời kỳ Việt Nam bắt đầu mở cửa kinh tế những năm 1990. Mâu thuẫn gia đình bắt đầu xảy ra khi Thi sống với phong cách một nhà giáo giản dị, chân thành, tốt bụng với mọi người và học trò, còn Nguyệt Hà thì có cách sống mới của thời kỳ mở cửa kinh tế thị trường ở Việt Nam. Mâu thuẫn đẩy lên đỉnh điểm khi Nguyệt Hà say nắng với Bình, giám đốc công ty và việc này bị phát hiện, cô đã uống thuốc ngủ tự tử nhưng được cứu sống. Hai người lại trở lại với nhau và phần thứ nhất kết thúc.
- Phần 2 : Nguyệt Hà

Nguyệt Hà đại diện lối sống gấp, dễ thích nghi với những trào lưu thời thượng, ham hưởng thụ và bất chấp mọi luân lí trong cơ chế kinh tế thị trường, hay là "thời mở cửa". Nguyệt Hà - vợ Thi - bỏ cơ quan nhà nước đi làm ở doanh nghiệp tư nhân, là điều không chấp nhận được trong định kiến trưởng giả những năm Đổi Mới. Nhưng mặc dị nghị của họ hàng cùng lời trách móc của bố mẹ, Hà lao vào kinh tế thị trường như con thiêu thân, dần dà giữa cô và chồng nảy sinh những "khoảng trời riêng" không thể dung hòa được. Trong khi Thi đánh mất dần hình ảnh người con trai lí tưởng thời bao cấp vì không bắt kịp lối sống chạy đua kiếm sống và cả tồn tại giữa xã hội kim tiền, anh dần phải chấp nhận cái mác ăn bám vợ, bản thân cũng trở thành "ông giáo cổ hủ lạc hậu" y như bóng dáng thầy Kha trường làng. Còn Nguyệt Hà cũng tự đánh mất tự chủ, từ từ rơi vào cạm bẫy của những ông lớn và lợi nhuận giăng ra.
Thiều Tiến – nhà báo tự do và Robert phương – Việt kiều, đối tác công ty của Nguyệt Hà là hai nhân vật mới của phần phim này. Thiều Tiến làm quen với Lâm Oanh, lúc này đã là một bác sĩ chuyên khoa mắt, và cả hai đã nhanh chóng đến với nhau. Đám cưới diễn ra và Thi đã đến đám cưới hai người còn Nguyệt Hà đã vì mãi các phi vụ làm ăn mà không thể đến dự. Nhưng cuộc hôn nhân của Lâm Oanh nhanh chóng tan vỡ vì Thiều Tiến trở lại quan hệ mờ ám với một người tình cũ thời anh còn đi buôn ở Liên Xô. Lâm Oanh tận mắt chứng kiến chồng mình trong khách sạn với người tình đã sụp đổ, Thiều Tiến sau đó theo bạn ra đi trước khi viết thư li dị và tạ lỗi với Lâm Oanh. Lâm Oanh đau khổ trở lại khu tập thể cũ, Thi đến thăm và dường như sự xuất hiện của anh trong tình huống cô đau khổ là bước đầu tiên đưa hai người đến gần nhau.
Sự xuất hiện của Robert phương đã một lần nữa kéo Nguyệt Hà ra khỏi gia đình đang trong quá trình hàn gắn. Công ty của Bình và Nguyệt Hà đã tiến hành nhiều phi vụ mờ ám liên quan tới các dự án bất động sản và kéo theo chồng của Lý là Hải, người lúc này đang là một cán bộ phòng giáo dục, bị bắt vì liên quan tới các sai phạm của công ty của Nguyệt Hà. Mâu thuẫn hai vợ chồng lại trở lại căng thẳng khi Thi thường sống với những hồi ức xưa cũ và vô tình như một cách dằn vặt vợ với những ghen tuông. Công ty bị khởi tố và Nguyệt Hà theo lời dụ dỗ của Robert Phương đã lừa để Thi về quê thăm ông phó mộc Hội đang ốm nặng, còn mình đã cùng với Bình đem con trai của Thi và Nguyệt Hà trốn sang Mỹ. Trước khi đi, Nguyệt Hà đã để lại tài sản cho Thi và viết thư báo cho Lâm Oanh cũng như thư nhận hết tội lỗi của mình với Thi. Thi trở lại nhà sau khi về thăm quê phát hiện sự mất tích của vợ con thì đã quá muộn. Phim kết thúc khi Lâm Oanh chạy tới tìm Thi và nói lời động viên anh, dường như hai người bắt đầu đến với nhau.

## Kĩ thuật
Phim được thực hiện tại Hà Nội các năm 1995 và 1996.

### Sản xuất
- Thiết kế sản xuất : Trương Đức Hải
- Âm thanh : Đào Văn Biên

### Diễn xuất
- Quốc Tuấn ... Thi
- Nguyễn Lan Hương ... Nguyệt Hà
- Nguyệt Hằng ... Lâm Oanh
- Mạnh Linh ... Bố Hà
- Lê Mai ... Mẹ Hà
- Vân Hà
- Minh Hằng
- Thanh Nga ... Lý (trẻ)
- Lan Hương ... Lý (già)
- Trần Hạnh ... Ông Đoán
- Ngọc Thoa ... Bà Đoán
- Ngọc Quốc ... Ông Hội
- Trung Anh ... Thầy giáo Kha
- Mỹ Hạnh
- Thái Ninh ... Hải
- Thu Hương
- Đức Trung ... Thầy trưởng khoa
- Văn Quý
- Quang Đại
- Liên Hương
- Hoàng Phương
- Thu Hải
- Thanh Hiền ... Chủ quán phở (vợ)
- Duy Hậu ... Chủ quán phở (chồng)
- Đình Chiến
- Hồng Hạnh ... Mơ
- Kim Oanh
- Như Ý
- Trọng Phan
- Tiến Đạt
- Trần Quốc Trọng
- Huệ Đàn vai Chồng Lâm Oanh
- Nguyễn Trung Hiếu
- Công Lý
- Việt Thắng
- Hồng Minh
- Hoàng Dũng ... Paul Phương

## Ảnh hưởng

### Công chiếu
Ở thời điểm 1995, hệ thống truyền hình công lập Việt Nam vẫn đang trong quá trình thử nghiệm, cho nên Hãng phim truyền hình Việt Nam áp dụng hình thức sản xuất những cuốn phim kinh phí thấp rồi phát hành đại trà qua băng video, thường là do Trung tâm Làng Văn và Hãng phim Mỹ Vân phổ biến. Trong suốt khoảng mười mấy năm sau khi Những người sống bên tôi công chiếu lần đầu, bộ phim vẫn gây cảm xúc vô cùng lớn trong khán giả Việt Nam, đặc biệt những người từng tha hương xứ người để kiếm sống. Mà về sau, Hãng phim truyện Việt Nam lại dựa theo thực tế này để chế tác những bộ phim như Trăng nơi đất khách và Cái tát sau cánh gà.
Theo ý đạo diễn Tất Bình, truyện phim ban đầu chỉ coi là kết thúc ở cảnh nhân vật Lâm Oanh đi ra khỏi phòng bệnh để tạo khoảng trống mênh mang cho số phận các nhân vật, không ai biết diễn biến cuộc đời họ sẽ đi về đâu. Nhưng khi phim chiếu đến tập cuối, lập tức khán giả gửi hàng ngàn lá thư về ban biên tập chương trình tương tác Hộp thư khán giả (tiền thân các chương trình Với khán giả VTV3 và Dành cho người hâm mộ), cho nên nhà sản xuất chính Nguyễn Khải Hưng đề nghị tiến hành tập tiếp. Phần này bắt đầu bằng cảnh giả thiết một anh phóng viên đến hiện trường phỏng vấn đoàn phim, nhưng anh ta bị kéo vào làm diễn viên. Đoạn kịch ngắn này nhằm mục đích tri ân khán giả. Mặc dù phim chiếu ở khung 3 giờ chiều và phát lại hôm giữa tuần sau, tức là toàn khung giờ kén khán giả, thế nhưng báo giới đương thời ghi nhận Những người sống bên tôi gây được lượng quan tâm vô cùng lớn trong dư luận Việt Nam. Đạo diễn Đặng Tất Bình cũng phát biểu trên nhật báo Công An Nhân Dân rằng, vì toàn bộ quá trình sản xuất cho đến thuê địa điểm quay phim đều do ông và một số đồng nghiệp góp vốn, cho nên ngân quỹ cho mỗi tập ở phần đầu chỉ có 10 triệu đồng (1 USD = 10 ngàn VNĐ), sang đến phần hai thì hãng phim ưu ái cho hơn nên con số này tăng lên gấp đôi, nhờ vậy phần sau có những cảnh quay ở không gian trang hoàng hơn để khắc họa lối sống thời Đổi Mới.
Theo diễn viên Quốc Tuấn, có lần ông được mời sang Cộng hòa Séc giao lưu với cộng đồng Việt kiều, ở khán phòng lớn đang chiếu phim Những người sống bên tôi, dù "màu đã nhòe lắm rồi" nhưng trong hàng khán giả có nhiều người nhòa lệ. Cũng vào một hôm khi ông đi trên đường Hà Nội, một vị trung niên kéo ông lại xin gặp, hỏi chuyện ra thì được biết người này có cuộc đời khá giống nhân vật Thi, và tâm trạng đầy bồi hồi khi xem phim. Ông cũng thổ lộ về sau rằng, thời điểm 1995 ông đã định đi xuất khẩu lao động vì nghề diễn lúc đó không có lối thoát, nên bấm bụng đóng nốt phim Những người sống bên tôi rồi nghỉ hẳn. Tuy nhiên thành công quá mong đợi đã khiến Quốc Tuấn từ một diễn viên chuyên đóng vai phụ trên sân khấu bỗng trở thành minh tinh truyền hình, liên tục được mời vào những vai đa tính cách, nên ít năm sau ông quyết tâm đi học nghề đạo diễn.
Vai Nguyệt Hà ngay từ đầu là ý của nữ diễn viên Lan Hương, vì trước đó bà chỉ đóng những vai không mấy nổi trội về cá tính, nên đã yêu cầu phu quân - đạo diễn Đặng Tất Bình - bổ sung thêm nhiều nét diễn để nhân vật này được nhiều màu vẻ hơn. Những cuộc tranh cãi đầy triết lí giữa Thi và Hà được nhiều khán giả coi là điểm nhấn thú vị của phim, vì gói ghém rất nhiều thông điệp và nội hàm văn hóa. Vai này thành công tới mức, sau rất nhiều năm mà thế hệ khán giả trẻ cũng nhớ Lan Hương qua nhân vật Nguyệt Hà mà thôi. Trong phim còn có nhân vật ông bố triết lí do NSƯT Mạnh Linh thủ diễn, là một thành công đến với ông rất lạ sau Tướng về hưu và Người Hà Nội. Yếu tố này cũng góp phần báo hiệu một dạng nhân vật sẽ liên tục xuất hiện trong các phim truyền hình Việt Nam thập niên 2000.
Ngoài ra, nhân vật Lâm Oanh dù xuất hiện ít nhưng lại được coi là điểm sáng nhất của phim. Từ đầu chí cuối, đây là mẫu nhân vật hoàn toàn ngây thơ trước gió bão cuộc đời, lúc nào cũng tin vào tình yêu thơ mộng. Vai diễn này được coi là ấn tượng nhất của nữ diễn viên Nguyệt Hằng, và đây cũng là vai điện ảnh truyền hình đầu đời của bà. Với phim này, nữ diễn viên Hồng Minh tiếp tục vào vai ả giang hồ dạt từ bên Nga về, tương tự vai trong phim Người Hà Nội, đây là phim cuối cùng bà đóng.
Những người sống bên tôi cũng là phim mở màn phát sóng kênh VTV4 (thành lập năm 1995).

### Vinh danh
| Năm                    | Thưởng                                             | Hạng mục                             | Đề cử     | Kết quả         | Tham khảo   |
| ---------------------- | -------------------------------------------------- | ------------------------------------ | --------- | --------------- | ----------- |
| 1996                   | Giải thưởng Hội Điện ảnh Việt Nam                  | Phim truyện truyền hình              | —         | Huy chương vàng | [ 3 ]       |
|                        | Bình chọn từ khán giả của Đài Truyền hình Việt Nam | Phim truyền hình được yêu thích nhất | —         | Đoạt giải       | [ 4 ] [ 5 ] |
| Nam diễn viên xuất sắc | Bình chọn từ khán giả của Đài Truyền hình Việt Nam | Quốc Tuấn                            | Đoạt giải |                 | [ 4 ] [ 5 ] |
| Nữ diễn viên xuất sắc  | Bình chọn từ khán giả của Đài Truyền hình Việt Nam | Lan Hương                            | Đoạt giải |                 | [ 4 ] [ 5 ] |

## Liên kết
- Những nấc thang của phim truyền hình Việt Nam - Tuổi Trẻ Online // Thứ Tư, 3-8-2005, 11:05 (GMT+7)
- Quốc Tuấn : Tôi vừa thương vừa phục con mình - VNExpress // Thứ Sáu, 9-7-2010, 07:00 (GMT+7)